# LCL-Codec
LCL (für engl.: Lossless Codec Library) ist ein Komprimierungverfahren für digitale Videos.
LCL ist kostenlos verfügbar und enthält zwei verschiedene Video-Codecs: AVIzlib und AVImszh. Die verlustfreien Video-Codecs sind besonders für grafische CGI-Videos geeignet.
AVIzlib komprimiert Einzelbilder mittels zlib und optional mit einem PNG-Filter. AVIzlib benutzt den FourCC zlib.
Kompression mittels MotionSZH basiert auf der LZ77-Datenkompression, einem Algorithmus von Abraham Lempel und Jacob Ziv aus dem Jahre 1977.